# Damoh
Damoh ist eine Stadt im indischen Bundesstaat Madhya Pradesh. Die Stadt liegt im Zentrum des Bundesstaates und befindet sich auch nahe dem geografischen Zentrum Indiens.
Die Stadt ist das Verwaltungszentrum des gleichnamigen Distrikt Damoh. Damoh hat den Status eines Municipal Council. Die Stadt ist in 44 Wards (Wahlkreise) gegliedert.

## Demografie
Die Einwohnerzahl der Stadt liegt laut der Volkszählung von 2011 bei 125.101 und die der Metropolregion bei 147.661. Damoh hat ein Geschlechterverhältnis von 916 Frauen pro 1000 Männer und damit einen für Indien üblichen Männerüberschuss. Die Alphabetisierungsrate lag bei 86,2 % im Jahr 2011 und damit über dem regionalen und nationalen Durchschnitt. Knapp 79 % der Bevölkerung sind Hindus, ca. 15 % sind Muslime, ca. 5 % sind Jainas und ca. 1 % gehören einer anderen oder keiner Religion an. 12,1 % der Bevölkerung sind Kinder unter 6 Jahren.

## Infrastruktur
Die Stadt ist durch einen Bahnhof mit dem Rest des Landes verbunden.